# Parque Lecocq
El Parque Lecocq es un parque zoológico y centro de conservación de especies animales y vegetales ubicado en el departamento de Montevideo, Uruguay. Aunque se encuentra a unos 19,5 kilómetros del centro de la ciudad de Montevideo, su localización corresponde a una zona rural del departamento, y no a la trama urbana capitalina propiamente dicha.
El parque abarca 120 hectáreas y limita con el área protegida de los Humedales del Santa Lucía, en las márgenes del río Santa Lucía. Su rasgo distintivo es que alberga a los animales en condiciones de semi libertad, promoviendo su bienestar y reproducción en entornos lo más naturales posible. Actualmente, cuenta con más de 500 animales pertenecientes a 33 especies.
Además de su función como zoológico y reserva de fauna, el Parque Lecocq es uno de los sitios de avistamiento de aves más relevantes del país.

## Historia

Parque Lecocq hacia 1953, Centro de Fotografía de Montevideo.

Tiene su origen en un proyecto del arquitecto Mario Paysée, cuyo objetivo era crear un lugar con especies animales de todo el mundo en ambientes naturales.
El predio fue propiedad de Francisco Lecocq, inventor, junto al francés Carlos Tellier del procedimiento para el transporte y conservación por frío de la carne fresca. En su estancia de la barra del río Santa Lucía hizo experimentos sobre vinicultura y arboricultura, importó plantas especiales y animales de raza y ensayó el cultivo del gusano de seda.
El parque pertenece a la Intendencia de Montevideo e integra de la Unidad de Parques  Protegidos. Ofrece diversas opciones a sus visitantes:
- Exhibición de fauna exótica distribuida según su lugar de origen y seleccionada de acuerdo a su estatus de conservación.
- Paseo por montes nativo recreado con fauna autóctona y vegetación indígena.
- Zonas de esparcimiento en extensos espacios verdes.
- Mirador de aves, donde se pueden avistar más de 140 especies.
- Sendero autoguiado por los Humedales del Santa Lucía, un ecosistema protegido por su riqueza en biodiversidad faunística y florística.
- Visitas guiadas por el Paseo del Monte.

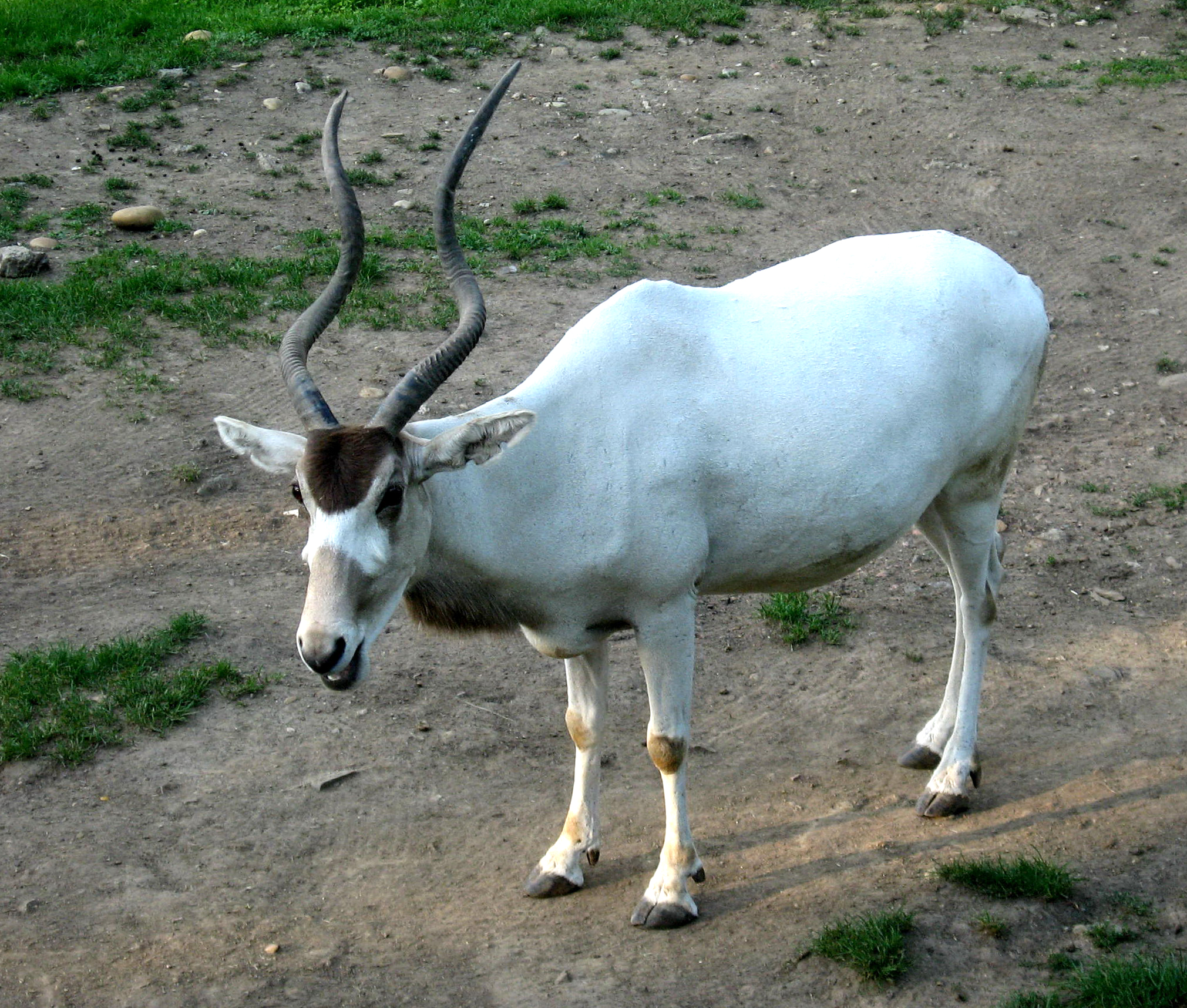
Ejemplar de antílope Addax nasomacula

El parque alberga una de las mayores comunidades en cautiverio del mundo de antílopes Addax nasomaculatus, una especie amenazada de extinción, de la cual no quedan más de 100 ejemplares en la naturaleza. Estos antílopes, originarios del norte de África, están en la categoría crítica, con probabilidades de extinción en los próximos 10 años, según la Unión Internacional para la Conservación de la Naturaleza. Los 28 ejemplares que habitan en el Parque Lecocq están repartidos en tres grupos (los machos, las familias con un macho y los juveniles) y tienen una expectativa de vida de 22 años. El Parque Lecocq es el tercer zoológico del mundo en cuanto a  número de Addax nasomaculatus, después de los de Texas y San Diego en Estados Unidos.

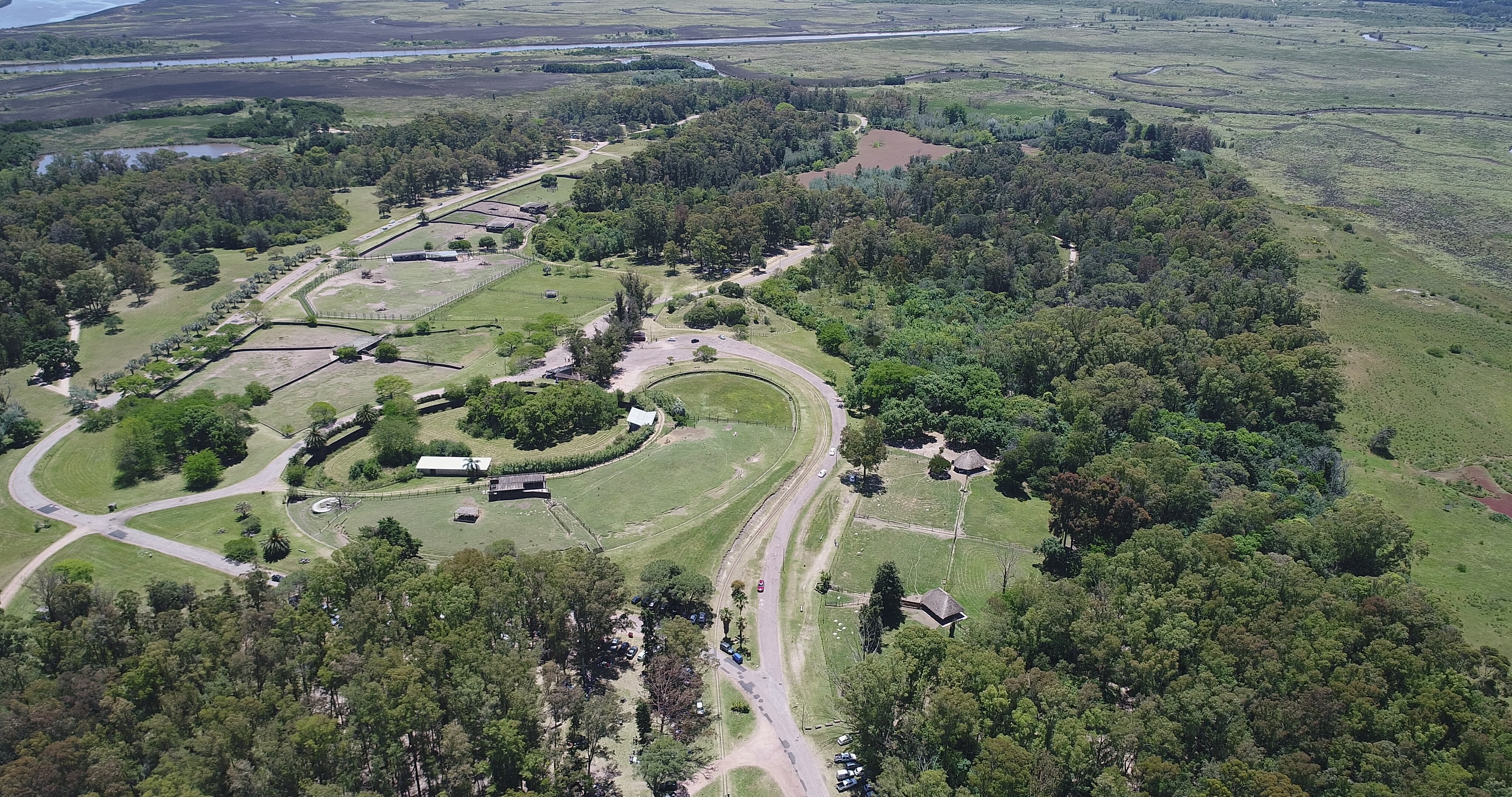
Vista aérea del parque